# 勝方恵子
勝方 恵子（かつかた けいこ、1947年 - ）は、日本の教育者、沖縄学研究者。早稲田大学名誉教授。学位は、博士（学術）（早稲田大学・2013年）。早稲田大学琉球・沖縄研究所元所長。
沖縄県具志川市（現うるま市）出身。第24回沖縄文化協会賞（仲原善忠賞）受賞（2002年）。アメリカ文学の研究から出発し、ジェンダー論研究、エスニシティ論研究、沖縄学研究を行う。

## 略歴
- 1947年　沖縄県中頭郡具志川村（現・うるま市）に生まれる[4]
- 1965年　沖縄県立那覇高等学校から日本大学第二高等学校（女子部）に編入[4][5]
- 1971年　早稲田大学第一文学部卒業[6]
- 1983年　早稲田大学大学院文学研究科博士後期課程単位取得満期退学[6]
- 1985年　日本大学芸術学部専任講師
- 1991年　早稲田大学法学部専任講師
- 1992年　早稲田大学法学部助教授
- 1996年　ニューヨーク市立大学大学院客員研究員
- 1998年　早稲田大学法学部教授
- 2004年　早稲田大学国際教養学部教授
- 2018年　早稲田大学国際教養学部を定年退職。名誉教授に。

## 著書
- 『おきなわ女性学事始』（勝方＝稲福恵子）新宿書房／2006

### 共編著
- 『アメリカ女性作家小事典』前田絢子共著／雄松堂出版／1993
- 『ジェンダーとアメリカ文学―人種と歴史の表象』原恵理子編、松本悠子, 貴志雅之, 堀真理子 共著／勁草書房／2001
- 『世界に拓く沖縄研究』（共同執筆）／第4回「沖縄研究国際シンポジウム」実行委員会編／2002
- 『家族・ジェンダーと法』三木妙子, 岩志和一郎,弓削尚子, 菊池馨実,棚村政行共著）／成文堂／2003
- 『沖縄学入門―空腹の作法』 勝方=稲福恵子, 前嵩西一馬 編／昭和堂／2010

### 翻訳
- デイル スペンダー『フェミニスト群像』原恵理子, 杉浦悦子,遠藤晶子, 遠藤芳江 共訳／勁草書房／1987
- ヴィッキー・L・ルイス,エレン・キャロル・デュボイス『差異に生きる姉妹たち――アメリカ女性史における人種･階級･ジェンダー』和泉邦子、佐々木孝弘、松本悠子共訳／世織書房／1997年

## 論文
- CiNii>勝方＝稲福恵子